# Heckfelder See
Der Heckfelder See ist ein im Jahre 1974 bei Heckfeld, einem Stadtteil von Lauda-Königshofen, angelegter See. Seit 1984 besteht neben dem großen Heckfelder See (1,72 ha) ein weiterer, kleiner Heckfelder See (0,7 ha).

## Lage
Der See liegt auf der Heckfelder Stadtteilgemarkung der Stadt Lauda-Königshofen im Waldgebiet des Ahorn im oberen Tal des Schüpfbachs kurz vor der Schüpfbachtalbrücke der A81. Er wird hauptsächlich vom Schüpfbach gespeist, der nach dem Wiederausfluss weiter abwärts von links in die Umpfer mündet, die wiederum bei Königshofen von links in die Tauber fließt.
Der Schüpfbachtalradweg führt von Unterschüpf über Oberschüpf, Lengenrieden und Kupprichhausen bis zum Heckfelder See. Über diesen führt der Radweg Liebliches Taubertal – der Sportive am Heckfelder See vorbei.

## Nutzung
Der Heckfelder See wird unter anderem durch den Angelsportverein Lauda zum Zwecke des Sportfischens benutzt.

## Geschichte

### 1973: Gründung eines Angelsportvereins und Bau eines großen Sees
Nachdem am 30. März 1973 der Angelsportverein Lauda gegründet wurde, begannen ein Jahr darauf die Bauarbeiten für den großen Heckfelder See. Dessen eingestaute Wasserfläche hat eine Größe von 1,72 ha. Wiederum ein Jahr darauf fand das erste Heckfelder Seefest statt, das den Angelsportverein in den nächsten 12 Jahre weit über die Grenzen hinaus bekannt machen sollte. In der Blütezeit reichte beispielsweise ein Festzelt mit 1.600 Plätzen nicht aus, um alle Besucher unterzubringen.
Sein 10-jähriges Bestehen feierte der Angelsportverein 1983 mit einem Festabend in der Oberlaudaer Halle.

### 1984: Bau eines zweiten, kleinen Sees
Im Jahre 1984 wurde ein zweiter, kleiner Heckfelder See mit einer Fläche von 0,7 ha errichtet.
Am Fronleichnamstag, dem 21. Juni 1984 führte Starkregen zu einer Hochwasserkatastrophe, die auch den Schüpfbach, der den See mit Wasser speist, betraf. Kupprichhausen und umliegende Gemeinden waren betroffen. Es entstand ein Schaden in hoher zweistelliger Millionenhöhe.
Im Jahre 1996 wurde die See- und Freizeitanlage Heckfeld eingeweiht.

Ansichten des großen und kleinen Heckfelder Sees (2017)
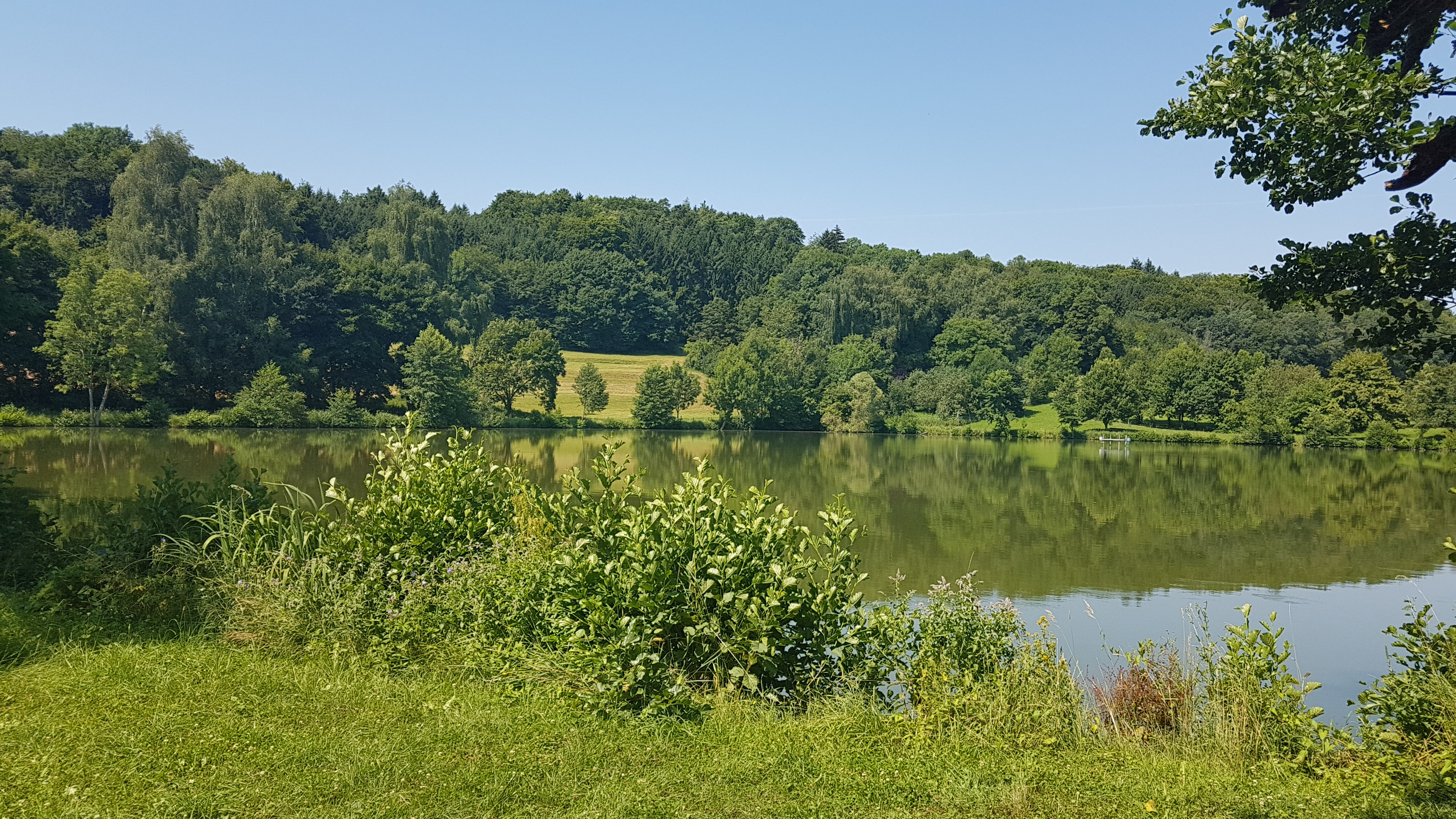
Der große bzw. untere Heckfelder See
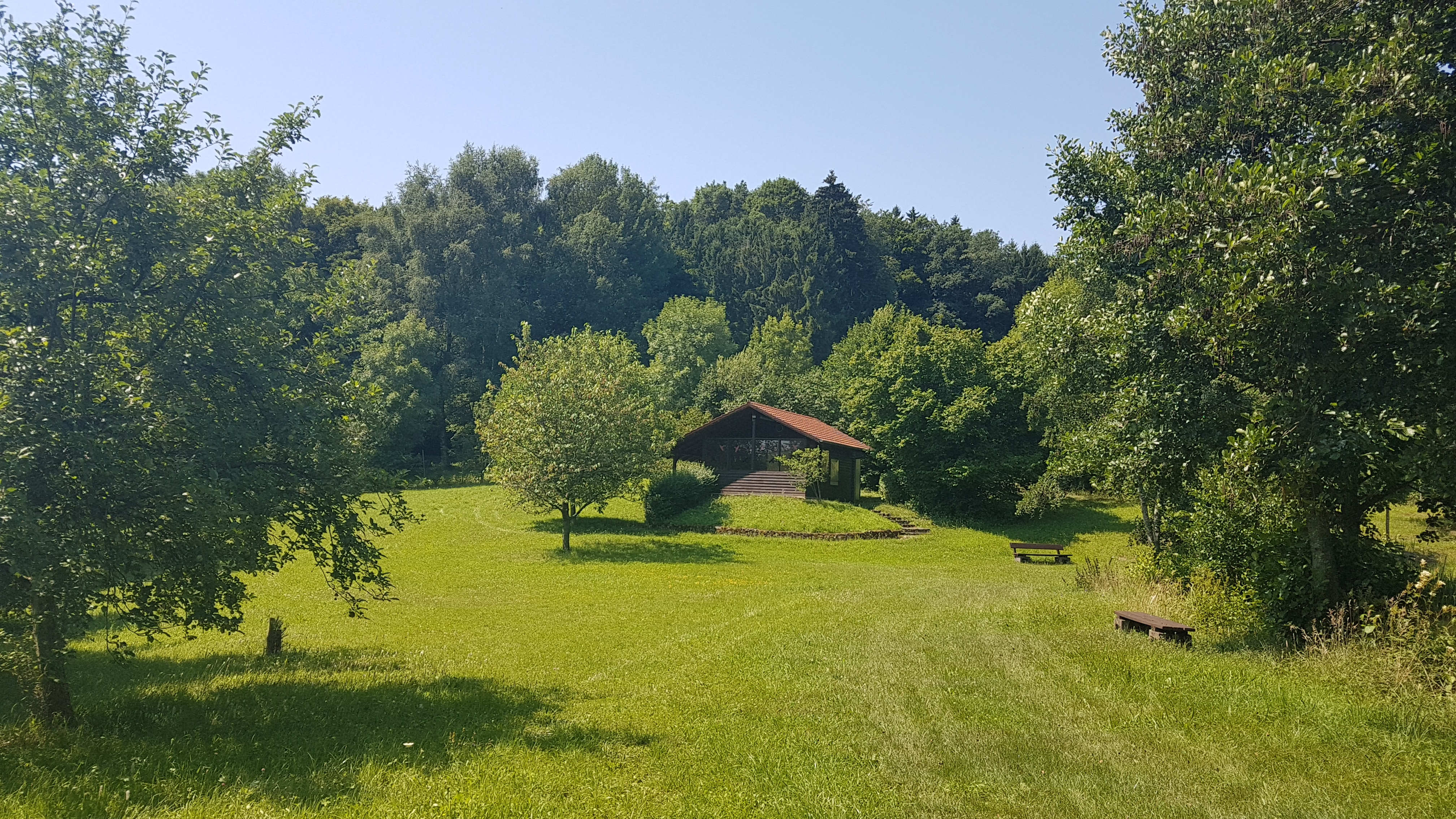
Hütte des Angelsportvereins Lauda zwischen großem und kleinem See, 2017
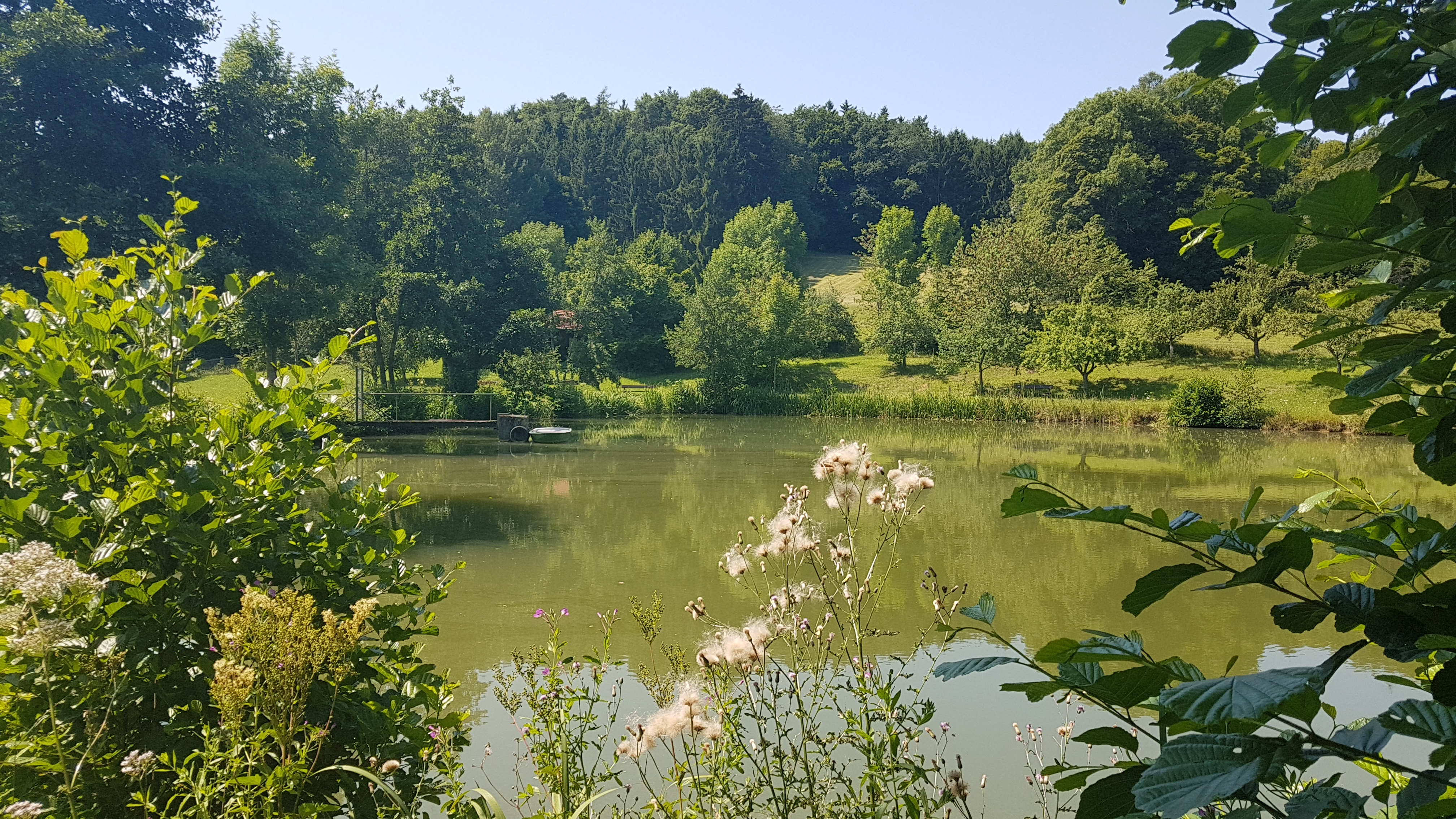
Der kleine bzw. obere Heckfelder See

### 2018: Sanierung des kleinen Sees
Nachdem durch Bautätigkeit von Bibern am Damm des kleinen Heckfelder Sees Undichtigkeiten auftraten und dieser leerzulaufen drohte, musste im September 2017 der kleine See abgelassen werden. Der Angelsportverein schaltete zuvor das Landratsamt des Main-Tauber-Kreises und das Regierungspräsidium Stuttgart ein. Bei einem Ortstermin diskutierten die Behördenvertreter verschiedene Maßnahmen, bis die Erkenntnis reifte, dass eine reine Drahtsperre nichts bringe. Ein wirksamer Dammschutz könne nur durch das Aufbringen von Drahtgeflecht auf der seeseitigen Böschung des Dammes erreicht werden, wozu das Wasser abgelassen werden musste. Ferner waren durch den Wellenbruch der letzten 30 Jahre bereits etwa 1,50 Meter des bestehenden Damms weggespült worden.
So erfolgte notwendigerweise im Jahr 2018 eine umfassende Sanierung des kleinen Heckfelder Sees. Die Ladung von etwa 20 großen Lastzügen wurde im kleinen See verbaut, um die etwa 100 Meter lange und bis zu vier Meter hohe Mauer an der Böschung zur Straßenseite hin zu verdichten. Es handelte sich um etwa 300 Tonnen Recycling-Steine.

Sanierung des kleinen Heckfelder Sees (2018)
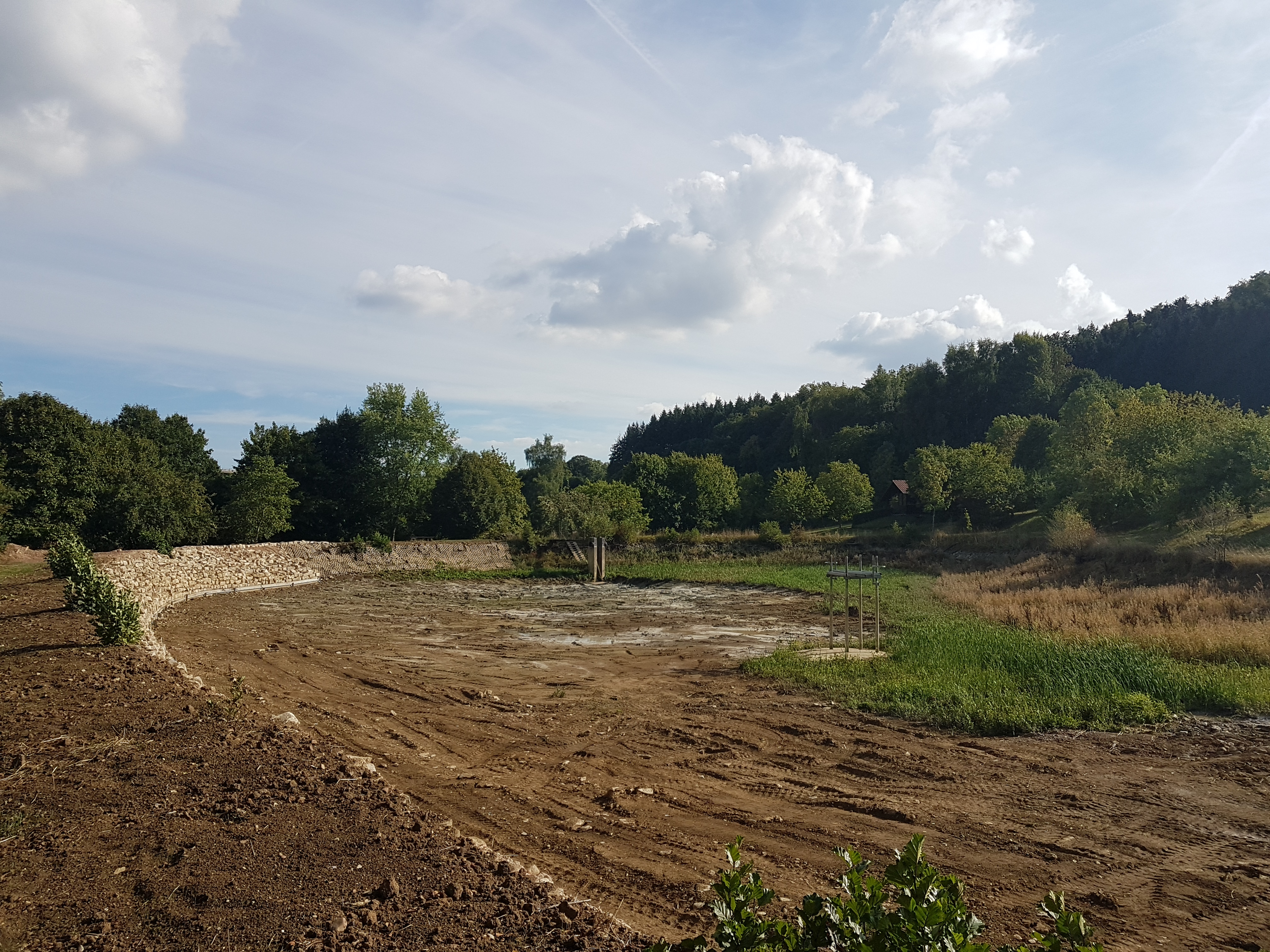
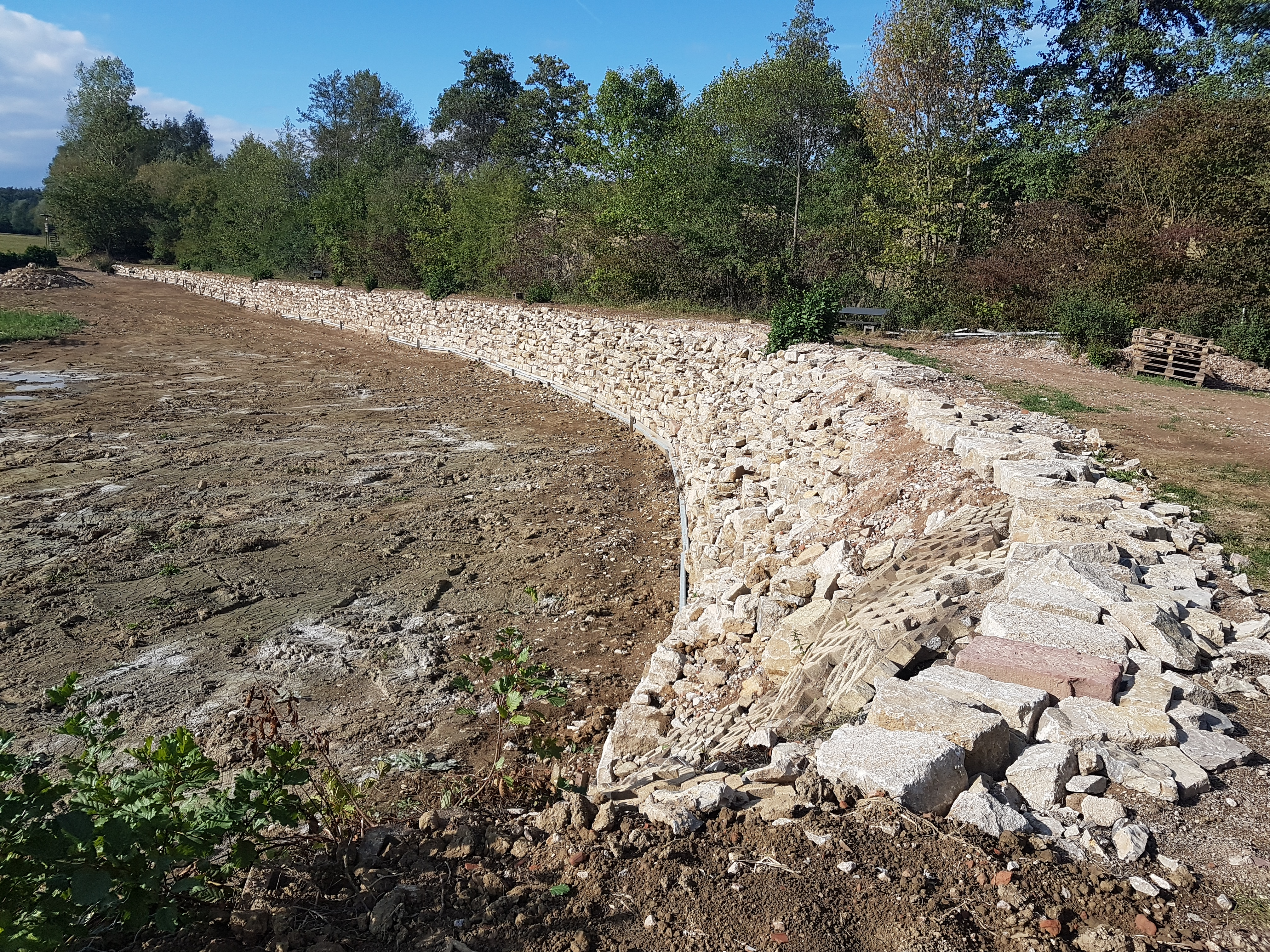